# Scottish First Division 2010-2011
La Scottish First Division 2010-2011 è stata la 105ª edizione della seconda serie del campionato di calcio scozzese, la 16ª edizione nel formato corrente di 10 squadre, sotto l'organizzazione della Scottish Football League (SFL). La stagione è iniziata il 7 agosto 2010 e si è conclusa il 22 maggio 2011.

Il Dunfermline ha vinto il campionato ed è stato promosso direttamente in Scottish Premier League.

Lo Stirling Albion, classificatosi all'ultimo posto, è stato retrocesso direttamente in Scottish Second Division. Il Cowdenbeath ha perso i playoff First Division/Second Division ed è stato retrocesso in Scottish Second Division.

## Stagione

### Novità
Dalla First Division 2009-2010 l'Inverness, primo classificato, è stato promosso in Premier League 2010-2011. L'Airdrie United è stato retrocesso in Second Division 2010-2011 dopo aver perso i playoff. L'Ayr Utd, classificatosi all'ultimo posto, è stato retrocesso direttamente in Second Division 2010-2011.

Dalla Premier League 2009-2010 è stato retrocesso il Falkirk. Dalla Second Division 2009-2010 sono stati promossi lo Stirling Albion, primo classificato, e il Cowdenbeath, vincitore dei playoff.

### Formula
Il campionato è composto di 10 squadre che si affrontano in un doppio girone di andata-ritorno per un totale di 36 giornate.

La prima classificata viene promossa direttamente in Scottish Premier League. L'ultima classificata viene retrocessa direttamente in Scottish Second Division. La 9ª classificata partecipa ai playoff per un posto in Scottish First Division assieme alla 2ª, alla 3ª e alla 4ª classificata in Scottish Second Division 2010-2011.

## Squadre partecipanti
| Club               | Città       | Stadio                   | Posizione 2009-2010         |
| ------------------ | ----------- | ------------------------ | --------------------------- |
| Cowdenbeath        | Cowdenbeath | Central Park             | 3º posto in Second Division |
| Dundee             | Dundee      | Dens Park                | 2º posto                    |
| Dunfermline        | Dunfermline | East End Park            | 3º posto                    |
| Falkirk            | Falkirk     | Falkirk Stadium          | 12º posto in Premier League |
| Greenock Morton    | Greenock    | Cappielow Park           | 8º posto                    |
| Partick Thistle    | Glasgow     | Firhill Stadium          | 6º posto                    |
| Queen of the South | Dumfries    | Palmerston Park          | 4º posto                    |
| Raith Rovers       | Kirkcaldy   | Stark's Park             | 7º posto                    |
| Ross County        | Dingwall    | Victoria Park (Dingwall) | 5º posto                    |
| Stirling Albion    | Stirling    | Forthbank Stadium        | 1º posto in Second Division |

## Classifica finale
|  | Pos. | Squadra            | Pt | G  | V  | N  | P  | GF | GS | DR  |
|  | ---- | ------------------ | -- | -- | -- | -- | -- | -- | -- | --- |
|  | 1.   | Dunfermline        | 70 | 36 | 20 | 10 | 6  | 66 | 31 | +35 |
|  | 2.   | Raith Rovers       | 60 | 36 | 17 | 9  | 10 | 47 | 35 | +12 |
|  | 3.   | Falkirk            | 58 | 36 | 17 | 7  | 12 | 57 | 41 | +16 |
|  | 4.   | Queen of the South | 49 | 36 | 14 | 7  | 15 | 54 | 53 | +1  |
|  | 5.   | Partick Thistle    | 47 | 36 | 12 | 11 | 13 | 44 | 39 | +5  |
|  | 6.   | Dundee             | 44 | 36 | 19 | 12 | 5  | 54 | 34 | +20 |
|  | 7.   | Greenock Morton    | 43 | 36 | 11 | 10 | 15 | 39 | 43 | -4  |
|  | 8.   | Ross County        | 41 | 36 | 9  | 14 | 13 | 30 | 34 | -4  |
|  | 9.   | Cowdenbeath        | 35 | 36 | 9  | 8  | 19 | 41 | 72 | -31 |
|  | 10.  | Stirling Albion    | 20 | 36 | 4  | 8  | 24 | 32 | 82 | -50 |

Legenda:

      Promossa in Premier League 2011-2012
 Qualificata ai play-off
      Retrocessa in Second Division 2011-2012
Tre punti a vittoria, uno a pareggio, zero a sconfitta.
La classifica viene stilata secondo i seguenti criteri:
- Punti conquistati
- Differenza reti generale
- Reti totali realizzate
- Punti realizzati negli scontri diretti
- Differenza reti negli scontri diretti
- Reti realizzate negli scontri diretti
- play-off (solo per definire la promozione, la retrocessione e i playoff)

### Verdetti
- Dunfermline vincitore della Scottish First Division e promosso in Scottish Premier League 2011-2012
- Cowdenbeath perdente i playoff e retrocesso in Scottish Second Division 2011-2012
- Stirling Albion retrocesso in Scottish Second Division 2011-2012.

## Spareggi

### Playoff First Division/Second Division
Ai play-off partecipano la 2ª, 3ª e 4ª classificata della Second Division 2010-2011 (Ayr United, Forfar Athletic, Brechin City) e la 9ª classificata della First Division (Cowdenbeath).

#### Semifinali
| Squadra 1       | Totale | Squadra 2   | Andata | Ritorno |
| --------------- | ------ | ----------- | ------ | ------- |
| Forfar Athletic | 4 – 7  | Ayr Utd     | 1 – 4  | 3 – 3   |
| Brechin City    | 4 – 2  | Cowdenbeath | 2 – 2  | 2 - 0   |

#### Finale
| Squadra 1 | Totale | Squadra 2    | Andata | Ritorno |
| --------- | ------ | ------------ | ------ | ------- |
| Ayr Utd   | 3 – 2  | Brechin City | 1 – 1  | 2 – 1   |

## Statistiche

### Classifica marcatori
| Gol |  |  | Giocatore       | Squadra            |
| --- |  |  | --------------- | ------------------ |
| 15  |  |  | Kris Doolan     | Partick Thistle    |
| 15  |  |  | Mark Stewart    | Falkirk            |
| 13  |  |  | John Baird      | Raith Rovers       |
| 13  |  |  | Andy Kirk       | Dunfermline        |
| 12  |  |  | Colin McMenamin | Queen of the South |
| 11  |  |  | Gordon Smith    | Stirling Albion    |